# Anochilia hydrophiloides
Anochilia hydrophiloides är en skalbaggsart som beskrevs av John Obadiah Westwood 1879. Anochilia hydrophiloides ingår i släktet Anochilia och familjen Cetoniidae. Inga underarter finns listade i Catalogue of Life.